# Jasienica (Basse-Silésie)
Pour les articles homonymes, voir Jasienica.
Jasienica est une localité polonaise de la gmina de Ziębice, située dans le powiat de Ząbkowice Śląskie en voïvodie de Basse-Silésie.